# Рытань
Рытань (бел. Рытань) — агрогородок в Островецком районе Гродненской области Белоруссии. Административный центр Рытанского сельсовета. Расположен в 35 км от города Островец, в 40 км от железнодорожной станции Гудогай, в 285 км от Гродно. В 2014 году в агрогородке проживало 301 человек.

## История
С 1922 года в составе Польши, с 1939 года в составе БССР.

## Население
- 1897 год — 29 хозяйств, 144 жителей;
- 1905 год — 193 жителей;
- 1938 год — 48 хозяйств, 210 жителей;
- 1959 год — 98 жителей;
- 1970 год — 174 жителей;
- 2004 год — 107 хозяйств, 323 жителей;
- 2014 год — 301 житель.
- 2019 год — 376 жителей.

## Инфраструктура
В агрогородке имеется учебный комплекс ясли-сад—средняя школа, два магазина, Дом культуры, библиотека, отделение связи, фельдшерско-акушерский пункт.

## Культура
- Дом культуры
- Музейная комната ГУО «Рытанская базовая школа»

## События и мероприятия

#### События
- 13 мая 2023 года Рытань принял эстафету вдоль государственной границы, посвящённую 105-летию пограничной службы Беларуси

#### Фестиваль
- Фест «На берегу Вилии»